# Burgwaldniel
Burgwaldniel war bis 1915 eine Gemeinde im damaligen Kreis Kempen in der preußischen Rheinprovinz. Sie umfasste den historischen Ortskern von Waldniel. Ihr Gebiet gehört heute zur Gemeinde Schwalmtal im Kreis Viersen in Nordrhein-Westfalen.

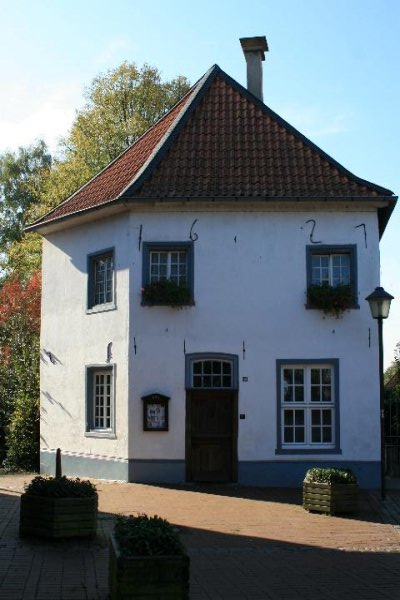
Wohnhaus aus dem 17. Jahrhundert

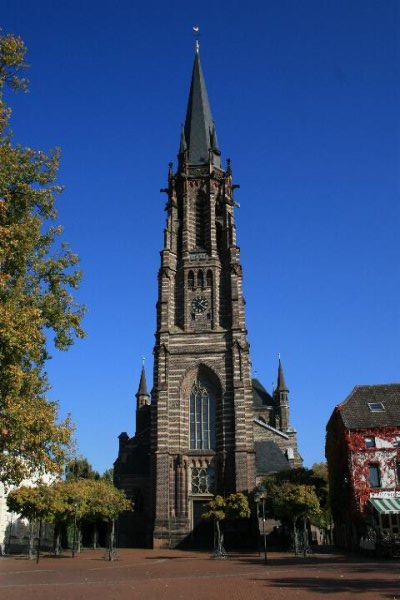
Katholische Pfarrkirche St. Michael

## Geographie
Die Gemeinde Burgwaldniel, umfasste den historischen Ortskern von Waldniel innerhalb der mittelalterlichen Wälle. Die Gemeinde umfasste 1885 eine Fläche von 2,29 km².

## Geschichte
Der Gemeindename Burgwaldniel stammt aus der Franzosenzeit, in der im Jahre 1800 die beiden eigenständigen Mairien Burgwaldniel (vom französischen bourg = Flecken) und Kirspelwaldniel gebildet wurden. Der Flecken Waldniel gehörte bis dahin zum Amt Brüggen des Herzogtums Jülich. 1815 unter preußische Herrschaft gekommen, wurden die beiden französischen Mairien
preußische Bürgermeistereien im neuen Kreis Kempen im Regierungsbezirk Düsseldorf. Durch den Namensbestandteil Burg-  wurde Burgwaldniel von der umliegenden, aus rein landwirtschaftlichen Ortschaften bestehenden Gemeinde Kirspelwaldniel unterschieden. Die Bürgermeisterei Burgwaldniel umfasste die beiden Landgemeinden Burgwaldniel und Lüttelforst.
Am 1. April 1915 wurden die drei Gemeinden Burgwaldniel, Kirspelwaldniel und Lüttelforst zur neuen Gemeinde und Bürgermeisterei Waldniel zusammengeschlossen.  Waldniel wiederum wurde 1970 mit Amern zur Gemeinde Schwalmtal zusammengeschlossen.

## Einwohnerentwicklung
| Jahr | Einwohner | Quelle |
| ---- | --------- | ------ |
| 1832 | 1174      | [ 4 ]  |
| 1861 | 1522      | [ 5 ]  |
| 1871 | 1473      | [ 6 ]  |
| 1885 | 1591      | [ 1 ]  |
| 1910 | 1571      | [ 7 ]  |